# Заменитель масла какао
Заменитель масла какао — смесь растительных жиров, используемая в пищевой промышленности для замещения масла какао.
Для производства используются натуральные или модифицированные растительные масла, в том числе пальмоядровое, пальмовое, подсолнечное,
рапсовое, соевое и их фракции. Применяются при глазировании вафель, тортов, рулетов, мармелада, печенья, зефира, сырков, мороженого и других кондитерских изделий, для отливки плиток и кондитерских фигурок. Распространены в массовом производстве благодаря сравнительно низкой стоимости и качествам, обеспечивающим упрощение технологического процесса (в частности, природное масло какао полиморфно и обладает низкой температурой плавления, что требует темперирования массы при приготовлении).
Основные разновидности заменителей масла какао:
- нелауриновые нетемперируемые заменители масла какао (CBR),
- лауриновые нетемперируемые заменители масла какао (CBS),
- заменители POP-типа (темперируемые).

Заменители имеют различную совместимость с маслом какао. CBR сохраняют свои свойства при добавлении к ним не более 20 % масла какао; CBS — сохраняют свойства при добавлении к ним не более 5 % масла какао; заменители POP-типа должны иметь совместимость с маслом какао не менее 25 %. При превышении данных значений происходит образование эвтектических смесей (с самой низкой температурой плавления), приводящих к резкому снижению твёрдости и ухудшению качества изделий.
Глазури, изготовленные с применением заменителей какао-масла нелауринового типа, и приготовленные из них смеси характеризуются меньшей ломкостью, чем изделия, полученные на основе какао-масла или заменителей лауринового типа. Повышенное содержание транс-изомеров жирных кислот в заменителях масла какао является существенным недостатком, особенно при наблюдающемся давлении со стороны потребителей относительно необходимости снижения их содержания в пищевых продуктах.
Характерной особенностью лауриновых заменителей является высокое содержание лауриновой и миристиновой жирных кислот (соответственно 45—55 % и 15—25 %). Как правило, они имеют температуру плавления 34—36°С и довольно крутую кривую плавления, что обеспечивает высокие потребительские характеристики. Глазурь из них имеет блестящую поверхность, хрустит при раскусывании, быстро «тает» во рту. Так как температура плавления являющихся основой лауриновых заменителей пальмоядрового и кокосового масла — 26 ⁰С, то для увеличения твёрдости и повышения термоустойчивости до необходимого для кондитерской промышленности значения эти масла подвергают полной гидрогенизации, благодаря чему снижается содержание ненасыщенных жирных кислот и не образуются транс-изомеры жирных кислот. Другим способом увеличения твёрдости для получения продуктов с более крутыми кривыми плавления является фракционирование сухим способом, при котором отделяются кристаллы жира путём прессования под высоким давлением. Из-за сложного триглицеридного состава лауриновые жиры-альтернативы кристаллизируются непосредственно в стабильную бета-форму, что и позволяет исключить темперирование при приготовлении глазури.
В заменителях POP-типа основным компонентом является 2-олеодипальмитин (более 50 %), в них содержится не более 1 % массовой доли лауриновой кислоты.